# Paraceratherium

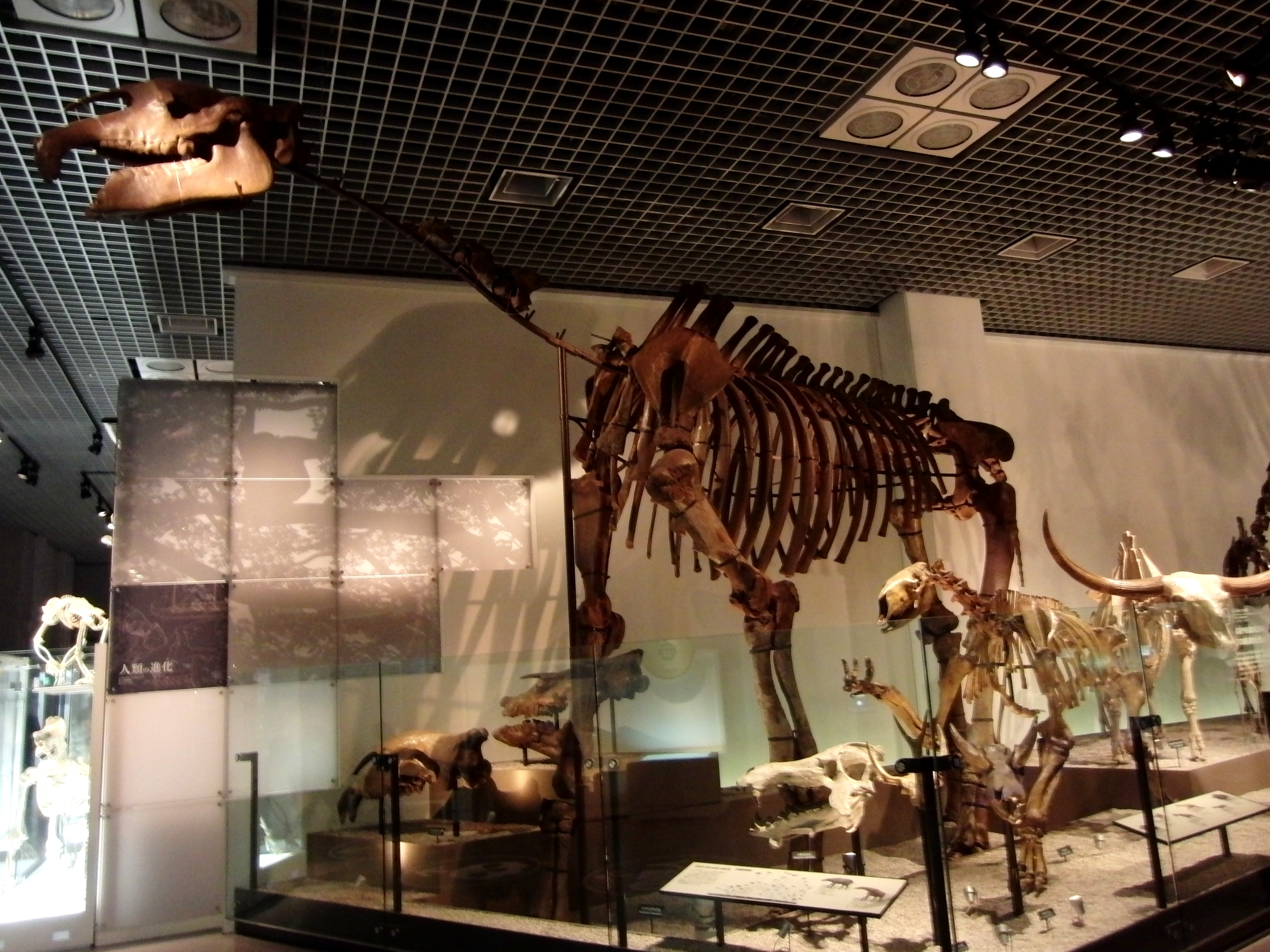
Esqueleto de P. transouralicum, Museo Nacional de Ciencia de Japón.

Paraceratherium (griego: "bestia casi cornuda") es un género extinto de mamíferos perisodáctilos, suborden Ceratomorpha de la familia Hyracodontidae. Se han descrito cinco especies diferentes, pero tanto las relaciones entre dichas especies como las relaciones a nivel de género han generado una controversia que aún dura actualmente, un siglo después del descubrimiento de los primeros fósiles.
Estarían entre los mamíferos terrestres más grandes de todos los tiempos (solo menores en tamaño al  elefante prehistórico de colmillos rectos) con una altura de cinco metros y medio en la cruz y de siete metros y medio en la cabeza, y ocho metros de longitud (sin contar la cola). Las estimaciones del peso de los paraceraterios varían, pero oscilan en torno a las quince toneladas. Los paraceraterios, al ser ceratomorfos, están relacionados con los rinocerontes actuales. Sin embargo, a diferencia del rinoceronte blanco, se alimentaban arrancando las hojas de los árboles. Tampoco tenían cuernos. Los animales de este género aparecieron en Asia central durante la primera mitad del periodo Oligoceno, hace aproximadamente treinta millones de años, y se extinguieron a mediados del periodo Mioceno, hace 16,6 millones de años.

## Morfología

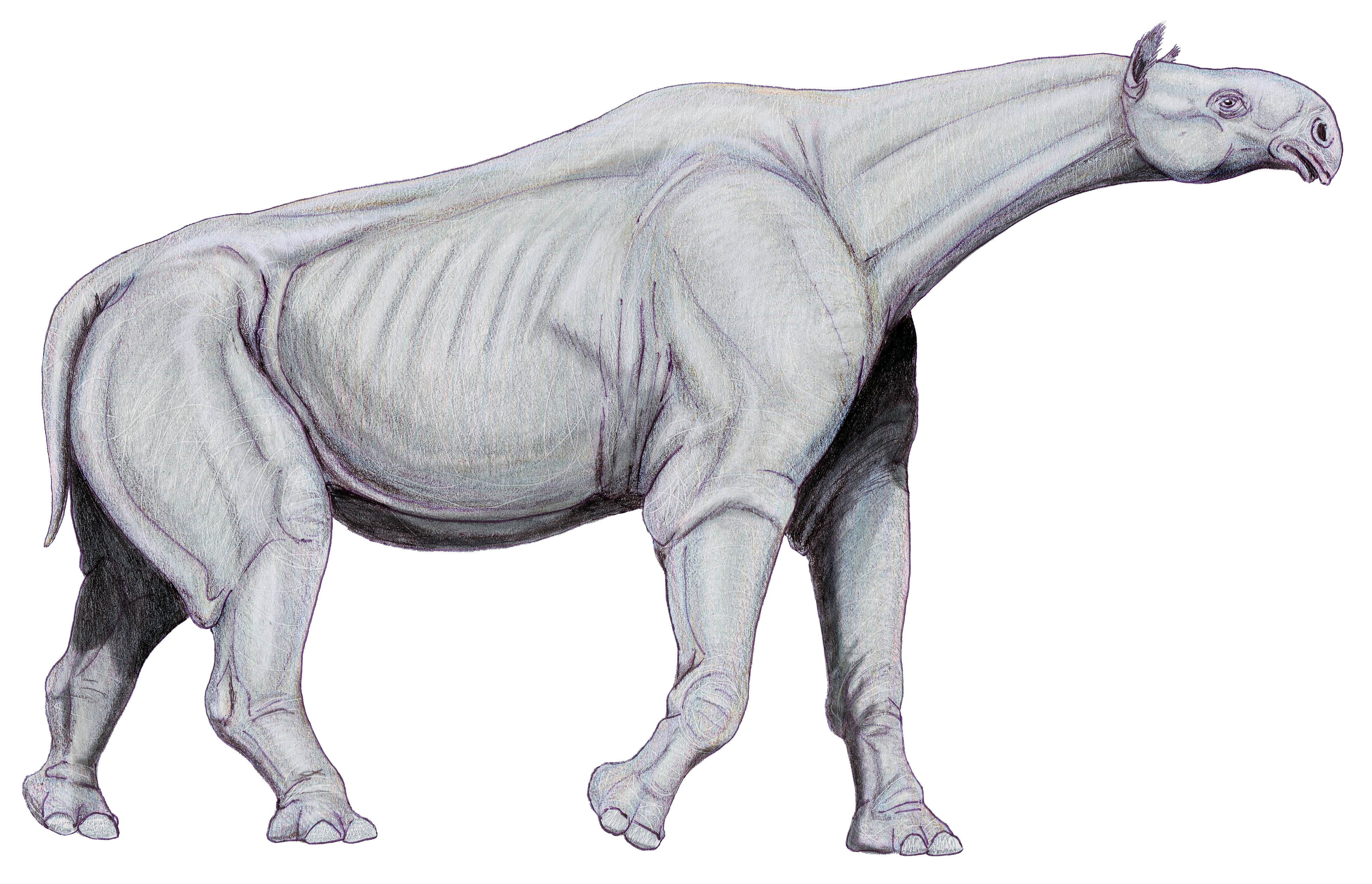
Reconstrucción

Los paraceraterios son los mayores mamíferos terrestres conocidos. Los machos eran ligeramente más grandes que las hembras y estaban dotados de un cráneo cóncavo reforzado, cosa que podría indicar que combatían de manera parecida a las jirafas actuales. Como es en el caso de los rinocerontes actuales, su vista no estaba tan desarrollada como el olfato; de hecho, sus pasajes nasales eran mayores que su cerebro.

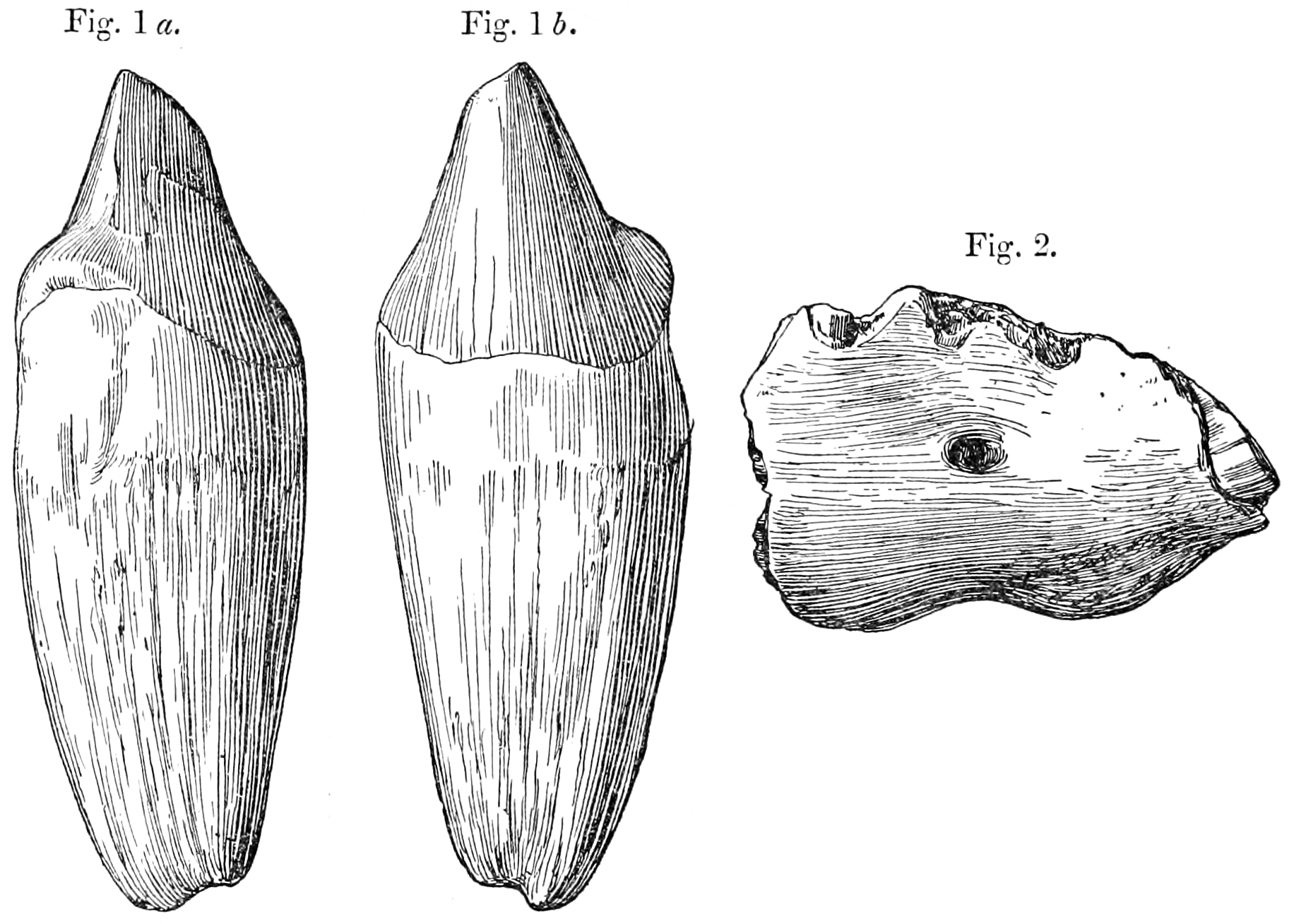
Dos vistas de un incisivo de Paraceratherium bugtiense. Izquierda: superficie interna. Derecha: superficie exterior.

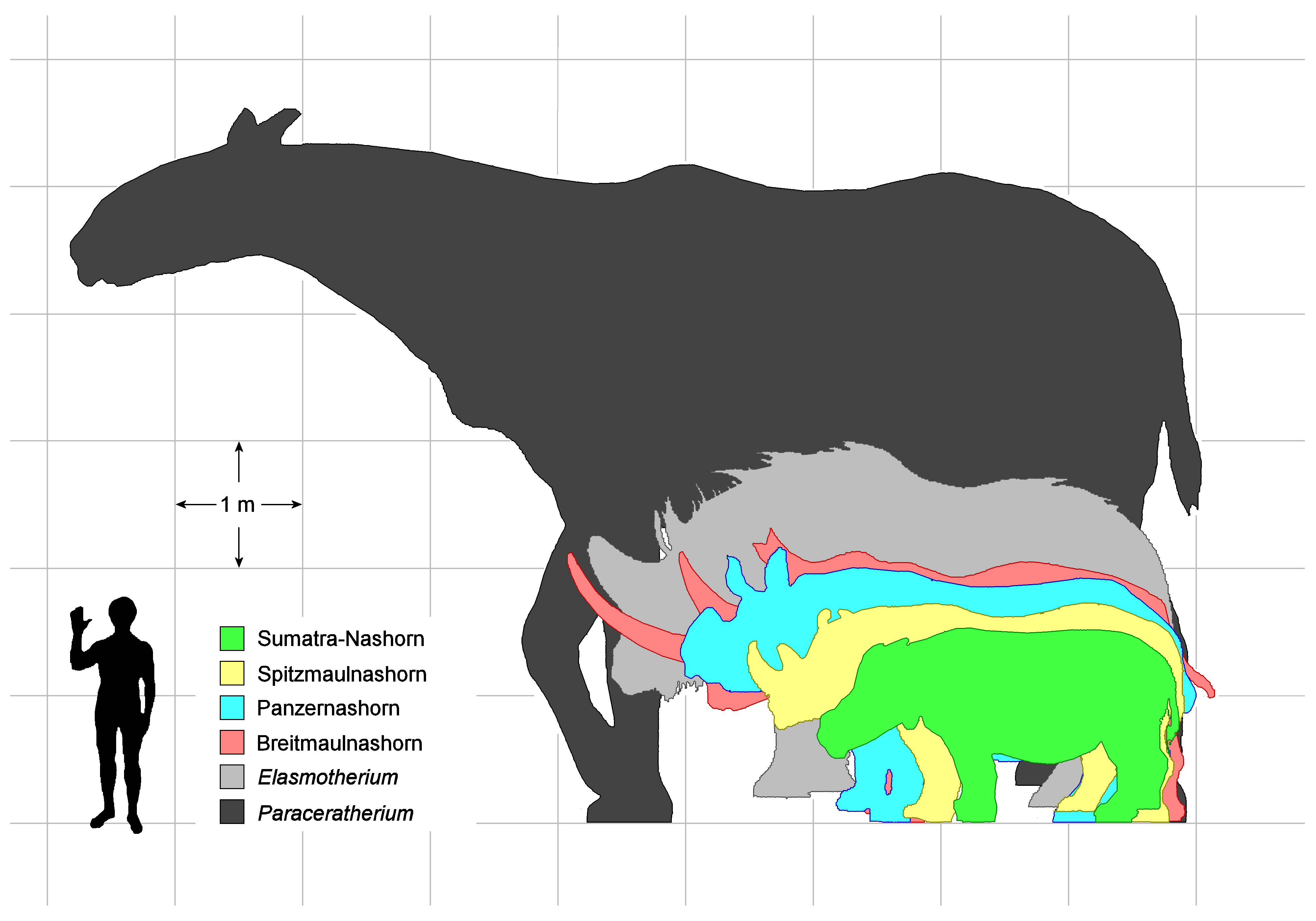
Tamaños comparativos de un humano, Paraceratherium (en negro) y otros mamíferos.

Los paraceraterios se diferencian de otros ceratomorfos de su tiempo en la forma y posición inusuales de sus dos incisivos superiores, que tienen el aspecto de pequeños colmillos inclinados hacia abajo. Por otro lado, los incisivos inferiores se inclinaban hacia adelante. Esta adaptación de los incisivos era muy útil para arrancar hojas de los árboles. El premolar P1 había desaparecido, y la P2 era de forma triangular. La boca de los paraceraterios también se caracterizaba por la gran movilidad de su labio superior. 
Sus patas y su cuello eran largos y, habiéndose adaptado para llegar a las hojas más altas de los árboles. Además de permitirles llegar a la vegetación más alta, sus robustas patas les podrían haber servido para defenderse de los depredadores. Una de las diferencias clave entre las patas de los paraceraterios y las de otros ceratomorfos es que las articulaciones del tobillo de los paraceraterios eran más flexibles.
Debido a su gran tamaño y, por consecuente, menor relación superficie-volumen, es muy probable que tuvieran muy poco pelo y una piel clara como la de los rinocerontes actuales, para facilitar la pérdida de calor y evitar sobrecalentarse. Finalmente, la gestación de los paraceraterios duraba alrededor de dos años. Al nacer, las crías pesaban aproximadamente media tonelada.

## Comportamiento
A partir del estudio del comportamiento de los rinocerontes modernos, la morfología corporal de los paraceraterios y el tamaño de su cerebro, se puede sugerir un probable patrón de comportamiento de estos enormes animales del Oligoceno. Las dimensiones de su cerebro indican que era un animal sin el complejo comportamiento social de los elefantes, y que por lo tanto no vivía en manadas.
Las hembras demostraban que estaban receptivas por medio de feromonas en el estiércol. En el momento de luchar por el derecho a aparearse con una hembra, los machos rivales combatían embistiéndose el uno en el otro con el cuello y la cabeza, de manera similar a cómo combaten las jirafas hoy en día. Este es el motivo por el cual los machos tenían un cráneo más reforzado y más cóncavo que el de las hembra. Estos combates podían durar varias horas. En cambio, el apareamiento en sí debía durar poco, a causa del gran peso que tenía que soportar la hembra. 
Las crías se alimentaban con leche de su madre durante un periodo de un año, después del cual tenían que empezar a aprender a comer alimento vegetal. Aproximadamente al mismo tiempo, la madre se empezaba a convertir en fértil de nuevo, lo cual atraía los machos. El apareamiento habría sido un hecho peligroso para las crías, ya que los machos podían hacerles daño o incluso matarlas si las crías intentaban interponerse entre ellos y su madre. Aunque se quedara embarazada, la madre permitía a su cría quedarse con ella y continuar creciendo a su lado mientras durara la gestación. Sin embargo, una vez nacía la nueva cría, la madre echaba a la anterior, que se veía obligada a empezar a vivir en solitario. Eso es porque las duras condiciones de su hábitat hacían que las madres de los paraceraterios tuvieran que concentrarse en una sola cría a la vez para maximizar las posibilidades de supervivencia.
Para eliminar los parásitos que se acumulaban en su piel, los paraceraterios debieron confiar en aves como el gruiforme Eogrus, que se alimentaban de estos parásitos. Eso es similar al comportamiento simbiótico que tienen los rinocerontes e hipopótamos actuales con ciertas especies de aves.
Finalmente, los paraceraterios contaban con un par de adaptaciones clave que les permitían resistir las áridas condiciones de su hábitat; además de poder permanecer periodos largos sin beber agua, se cree que los paraceraterios tenían una gran memoria que les ayudaba a recordar dónde se encontraban los pozos y oasis del desierto. De esta manera, podían reencontrar el camino de vuelta si había escasez de agua.

## Hábitat

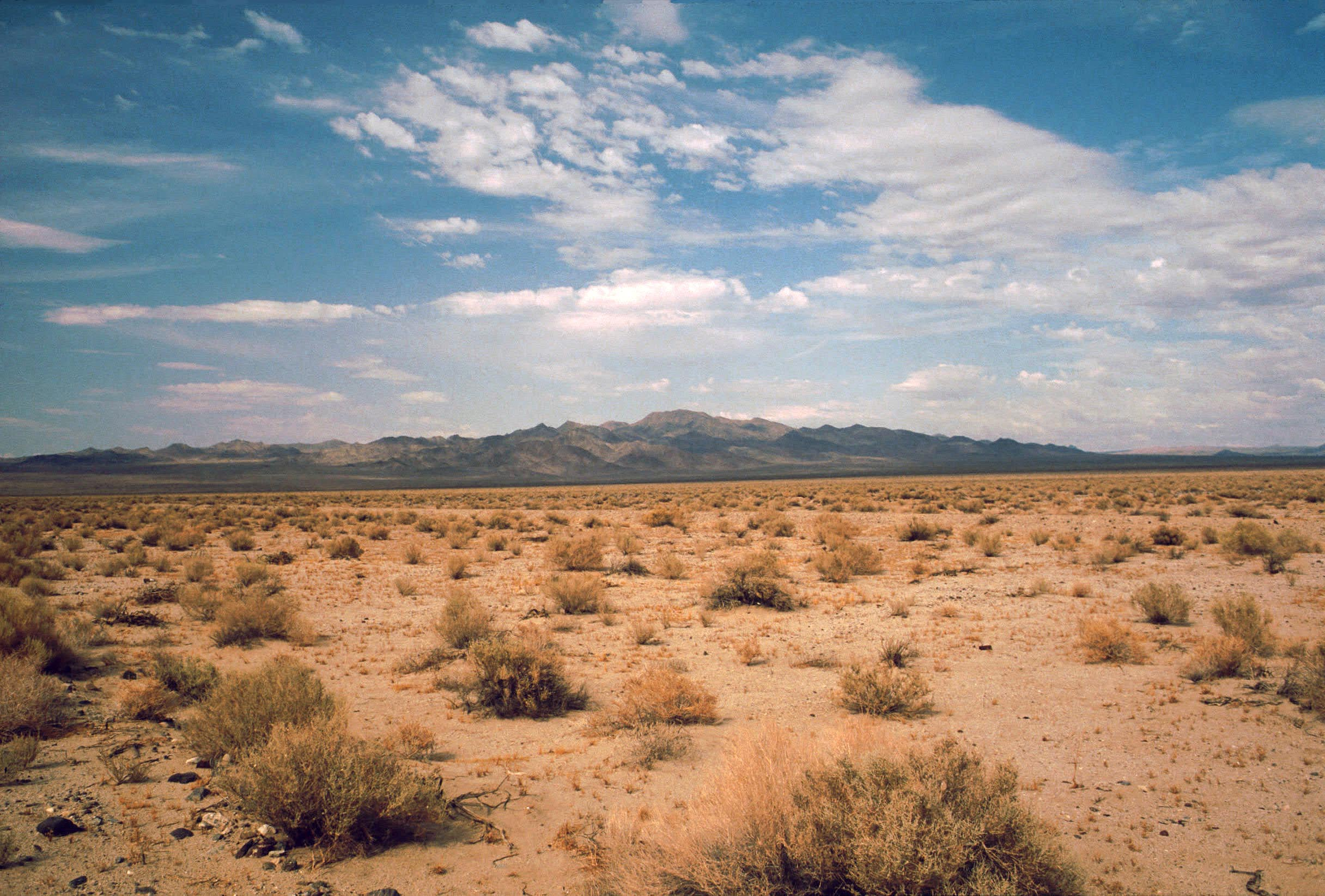
El clima en el centro de Asia era árido con poca vegetación.

Los paraceraterios vivieron en las extensas llanuras del centro asiático del Oligoceno y el Mioceno. Al principio del Oligoceno, el clima global era mucho más seco y frío que el de la época precedente, debido a un proceso de enfriamiento que había empezado en el Eoceno y que continuaría durando el Mioceno. Las junglas y los bosques que cubrían el planeta empezaron a abrirse, dejando en su lugar bosquecillos de árboles caducifolios y llanuras abiertas. Las llanuras eran bastante diferentes de las sabanas actuales, ya que la hierba a pesar de estar presente, todavía era muy rara. La expansión de la hierba no tendría lugar hasta el Mioceno, de manera que la mayoría de animales que vivían en las llanuras comían arrancando las hojas de los árboles. En el mar, el enfriamiento del clima y la separación de la Antártida y Australia perturbaron drásticamente el flujo de las corrientes oceánicas, causando la extinción de muchas especies de animales marinos. 
En el polo sur, la Antártida empezó a transformarse en el desierto helado que es hoy en día, mientras que el polo norte todavía no estaba cubierto con su casquete polar actual. Mientras tanto, y a latitudes más bajas, el clima empezó a diferenciarse en diversos tipos de climas. El incremento del gradiente térmico de la Tierra provocó una mayor variación entre los biomas de latitudes diferentes, creando los climas ecuatoriales, tropical, templado y polar que existen actualmente. Mientras tanto, las variaciones en las corrientes atmosféricas del hemisferio norte y el hemisferio sur causaron modificaciones en las aguas próximas en el ecuador, haciendo que las aguas ricas en nutrientes subieran a la superficie.
En esta época, parece que existía un puente terrestre entre Asia y América del Norte, a juzgar por las marcadas semblanzas entre las faunas de ambos continentes. El norte de Asia tenía un clima templado, el oeste tenía un clima paratropical, el centro y el este tenían un clima árido y el sur tenía un clima tropical. Tanto el norte como el sur del continente estaban cubiertos de vegetación.
Como muchas otras partes del mundo del Oligoceno, el centro de Asia se había convertido en una región con grandes cambios estacionales, con una época seca y una época de lluvias. Las hierbas y los arbustos eran las formas vegetales dominantes. Eso condicionó los organismos que habitaban, beneficiando los seres vivos que habían evolucionado para adaptarse a la escasez de agua. 
Los restos fósiles permiten saber que los paraceraterios compartían este árido hábitat con animales de gran tamaño como calicoterios, otro grupo de ceratomorfos o entelodontos, relacionados con los cerdos actuales. Los depredadores también eran de grandes dimensiones, con la aparición de los hienodontes, un grupo de creodontos, y anficiónidos, un grupo de carnívoros.

## Fósiles

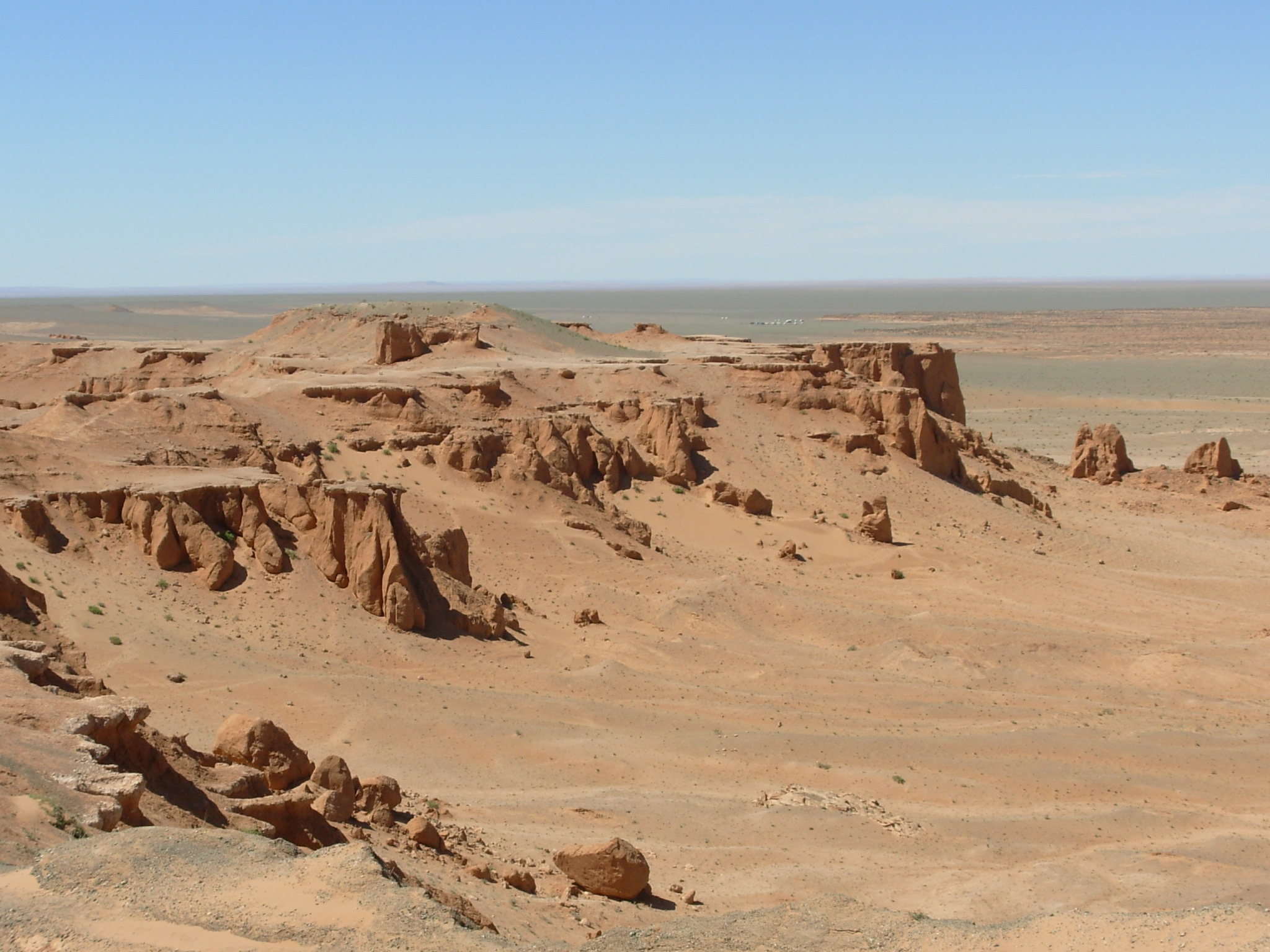
Hsanda Gol, en Mongolia, destaca por el número de fósiles de paraceraterios que se han encontrado.

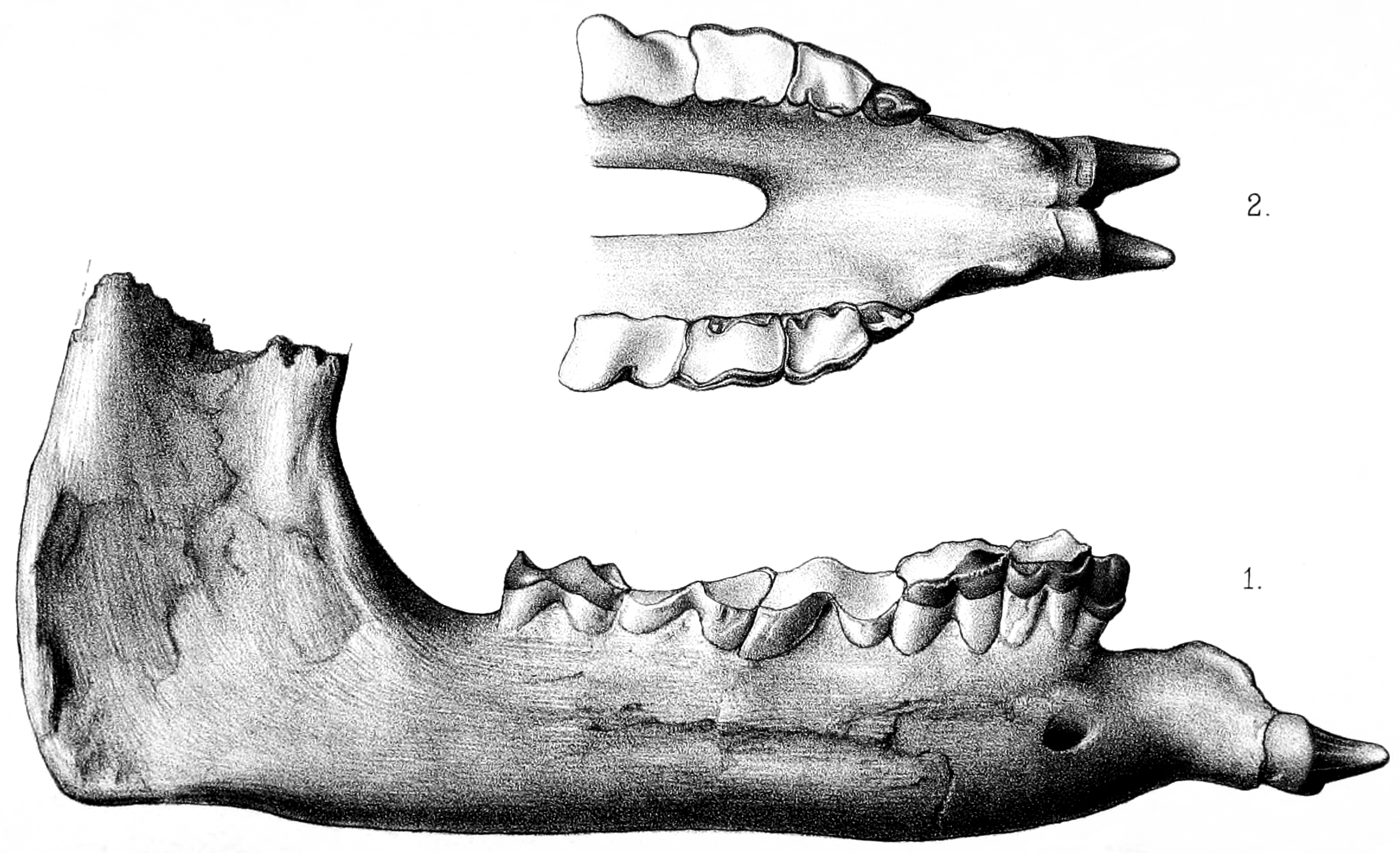
Mandíbula inferior de Paraceratherium bugtiense, vista superior (arriba) vista lateral (abajo).

Se han encontrado restos fósiles de las diferentes especies de Paraceratherium en la India, Kazajistán, Mongolia, Pakistán, y en China. Los primeros fósiles de paraceraterios fueron descubiertos en Pakistán a la década de 1900, en estratos del Mioceno inferior de la formación de Chitarwata. El hallazgo más reciente tuvo lugar casi un siglo más tarde, cuando se descubrió la especie, P. yagouensis, en estratos del Chattiano de Dongxiang. Sin embargo, el yacimiento más importante con respecto a los paraceraterios es el de Hsanda Gol.

### Hsanda Gol
La formación de Hsanda Gol (pronunciado [ʃændə ɡɒl]) es un yacimiento paleontológico situado en la parte mongol del desierto del Gobi, especialmente conocido por su riqueza en fósiles de mamíferos de la época del Oligoceno, creodontes como Hyaenodon, entelodontos o los fósiles más completos conocidos de paraceraterios. Entre estos últimos se encuentra un esqueleto único de paraceraterio que había muerto de pie. Probablemente debió morir atrapado en arenas movedizas, y la posición de las patas indica que estaba luchando por escapar.
La exploración paleontológica del siglo XIX y principios del siglo XX se concentró principalmente en yacimientos europeos y norteamericanos, como las fosforitas del Quercy o la formación de Hell Creek. Sin embargo Roy Chapman Andrews, del Museo Americano de Historia Natural, consiguió reunir fondo para hacer una expedición en el desierto del Gobi, hasta entonces ignorado por los peligros que representaba. Andrews esperaba encontrar en el Gobi el eslabón perdido entre los simios y los humanos. Lo que descubrió fue unos estratos que permitieron ampliar mucho la información conocida sobre la fauna asiática del Oligoceno. Sin embargo, la investigación científica en Hsanda Gol se vio interrumpida en 1930 a causa de la inquietud política de la zona, y el yacimiento no volvió a quedar abierto a los científicos extranjeros hasta los años noventa.

## Especies
El género Paraceratherium fue descrito por el paleontólogo británico Clive Forster Cooper en 1911. Los primeros fósiles del género fueron descubiertos en el oeste de Pakistán. Desde entonces se han descrito diversas especies, y algunas especies anteriormente clasificadas en otros géneros han sido reubicadas. Las relaciones entre especies y entre géneros dentro de los indricoterinos todavía están siendo revisadas, de manera que su clasificación podría variar en el futuro.

### Paraceratherium bugtiense

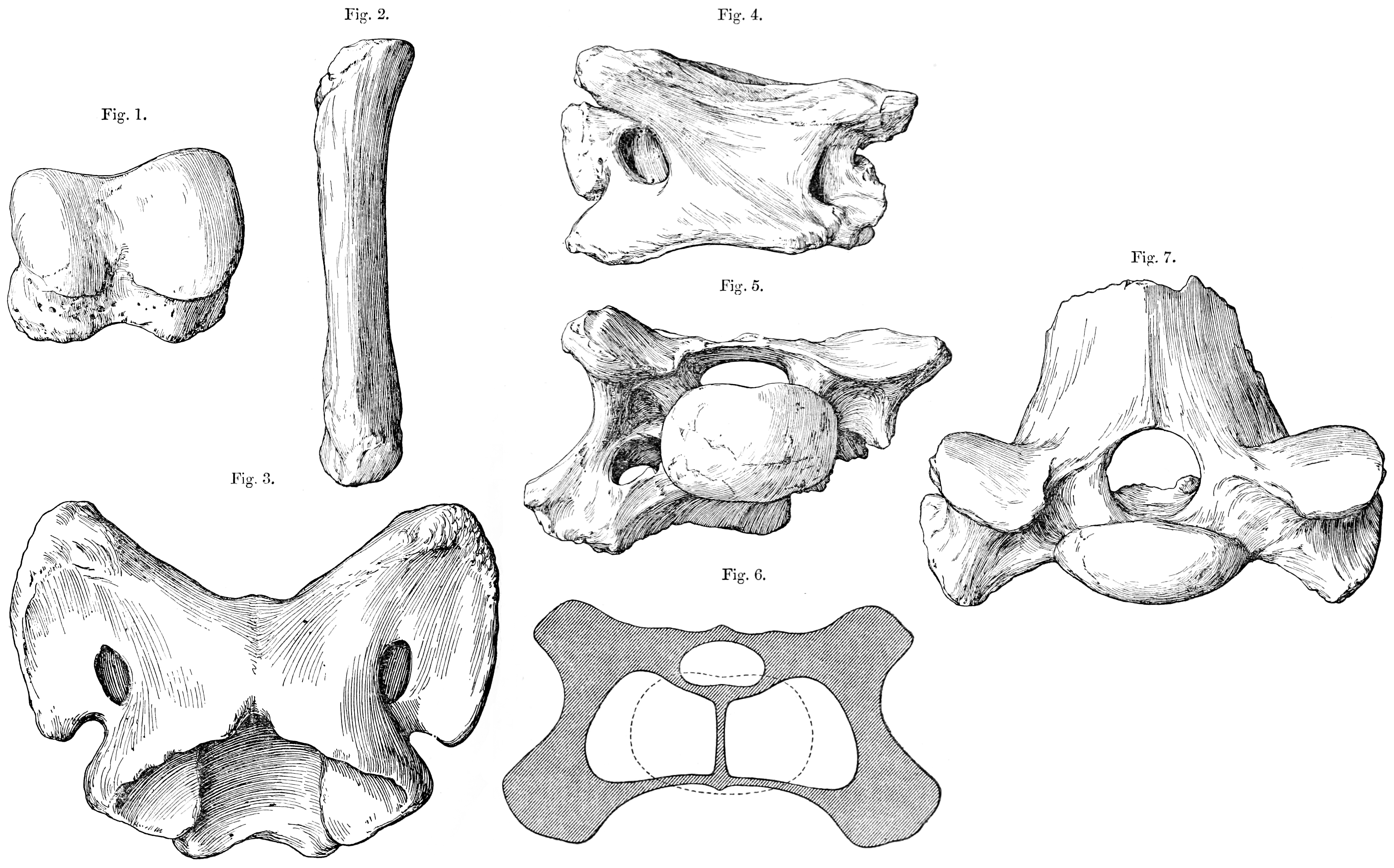
El astrágalo, un hueso del pie y el hueso atlas de Paraceratherium bugtiense, anteriormente Baluchitherium osborni.

Descrita por Pilgrim en 1910. Vivió durante el Mioceno inferior en Pakistán, donde se encontraron fósiles en la formación de Chitarwanda de Beluchistán. Es la especie tipo del género Paraceratherium y Baluchitherium osborni, descrito en 1913, es un sinónimo. Debe su nombre a los montes Bugti, la región donde se encontró el fósil original, un maxilar inferior completo de un ejemplar adulto.

### Paraceratherium orgosense
Descrita por Chiu en 1973, originalmente como Dzungariotherium orgosense. Es la especie más grande de todas, y sus dientes son un 25% más grandes que las de P. transouralicum. Se lo conoce a partir de estratos del Oligoceno medio y superior de Xinjiang, en el suroeste de China. Tiene tres sinónimos: Dzungariotherium orgosense, Dzungariotherium turfanense y P. lipidus. Aunque existen pequeñas diferencias en las proporciones del cráneo (debidas posiblemente a un dimorfismo sexual, todas las variedades se han encontrado en lugares próximos y tienen ganchos distintivos en las dos primeros molares superiores.

### Paraceratherium prohorovi
Descrita por Borissiak en 1939. Vivió en el Chattiense y el Mioceno inferior en Kazajistán. Se han encontrado mandíbulas y cráneos. Su cráneo se diferencia del de P. bugtiense en que es más alto, el techo del cráneo es más arqueado, el arco zigomático es más delgado y recto, y los cóndilos occipitales se proyectan hacia atrás. Mientras tanto, la mandíbula de P. prohorovi es recta, a diferencia de la de P. bugtiense, que se curva ventralmente.

### Paraceratherium sui
Descrita por Ye  i coles. en 2003. Vivió durante el Chattiense en la región de Xinjiang en el noroeste de China, donde se han encontrado fósiles en la formación de Halamagai. Sus holotipos son un par de maxilares inferiores fragmentarios con los incisivos rotos. Es similar a P. bugdiense en la morfología general de los dientes y la mandíbula, pero se caracteriza por un tamaño muy superior, una rama mandibular proporcionalmente mucho más profunda, y una sínfisis mucho más curvada. Sus dientes premolares eran molariformes. Su nombre es en honor a Jianfeng Sui.

### Paraceratherium transouralicum
Descrita por Pavlova en 1922. Vivió durante el Oligoceno medio y superior. Fue la especie con la mayor difusión geográfica, extendiéndose por Kazajistán, Mongolia y el norte de China. Según Lucas y Sobus, Baluchitherium grangeri, Indricotherium asiaticum e Indricotherium minus son sinónimos. Su nombre de especie significa "de más allá de los Urales". 

### Paraceratherium yagouense
Descrita por Qiu  i coles. en 2004 a partir de fósiles encontrados en la formación de Jiaozigou, en la China. Vivió durante el Chattiense y posiblemente también en el Mioceno inferior. Era una de las especies más pequeñas, de tamaño similar a la de P. bugtiense, pero con un hocico mucho más corto. Su nombre hace referencia al lugar donde se encontraron los fósiles, un barranco nombrado Yagou en el condado de Dongxiang.

## Nombre del género
A lo largo de los años, se han ido describiendo diversas especies en el seno de la subfamilia de los indricoterinos. Las más importantes eran Paraceratherium (descrita en 1911), Baluchitherium (1913) y Indricotherium (1915). Actualmente, tanto Baluchitherium como Indricotherium se consideran sinónimos más modernos de Paraceratherium.
Hay controversia sobre si Indricotherium es diferente de Paraceratherium. En su revisión de 1989 de la subfamilia de los indricoterinos (ver más abajo), Lucas y Sobus afirman que son sinónimos y que las diferencias son como mucho a nivel de especie. Lucas y Sobus argumentan que las diferencias no son más que un ejemplo de dimorfismo sexual, y según ellos, los Indricotherium, mayores y con incisivos mayores, serían los machos, mientras que los Paraceratherium, más esbeltos, serían las hembras. Otros científicos se han opuesto a esta teoría, basándose en la forma del cráneo, el maxilar inferior y la mayoría de los huesos de las patas.
Si son considerados como miembros del mismo género, Indricotherium sería un sinónimo más moderno de Paraceratherium ya que, según el principio de prioridad del Código Internacional de Nomenclatura Zoológica, la primera publicación, y por consecuente el nombre más antiguo, es el válido. En este caso, Paraceratherium es anterior a Indricotherium.
Según Lucas y Sobus, los géneros Thaumastotherium, Aralotherium y Dzungariotherium también son sinónimos de Paraceratherium. La hipótesis de la sinonimia de Dzungariotherium con Paraceratherium ha encontrado oposición de paleontólogos chinos, notablemente los descriptores de P. sui y P. yagouensis. Cabe destacar que estas dos especies fueron descritas después de la revisión de Lucas y Sobus y, por lo tanto, no fueron tomadas en cuenta en dicho momento. No obstante, la mayoría del mundo paleontológico continúa utilizando el modelo de Lucas y Sobus.

## En la cultura popular

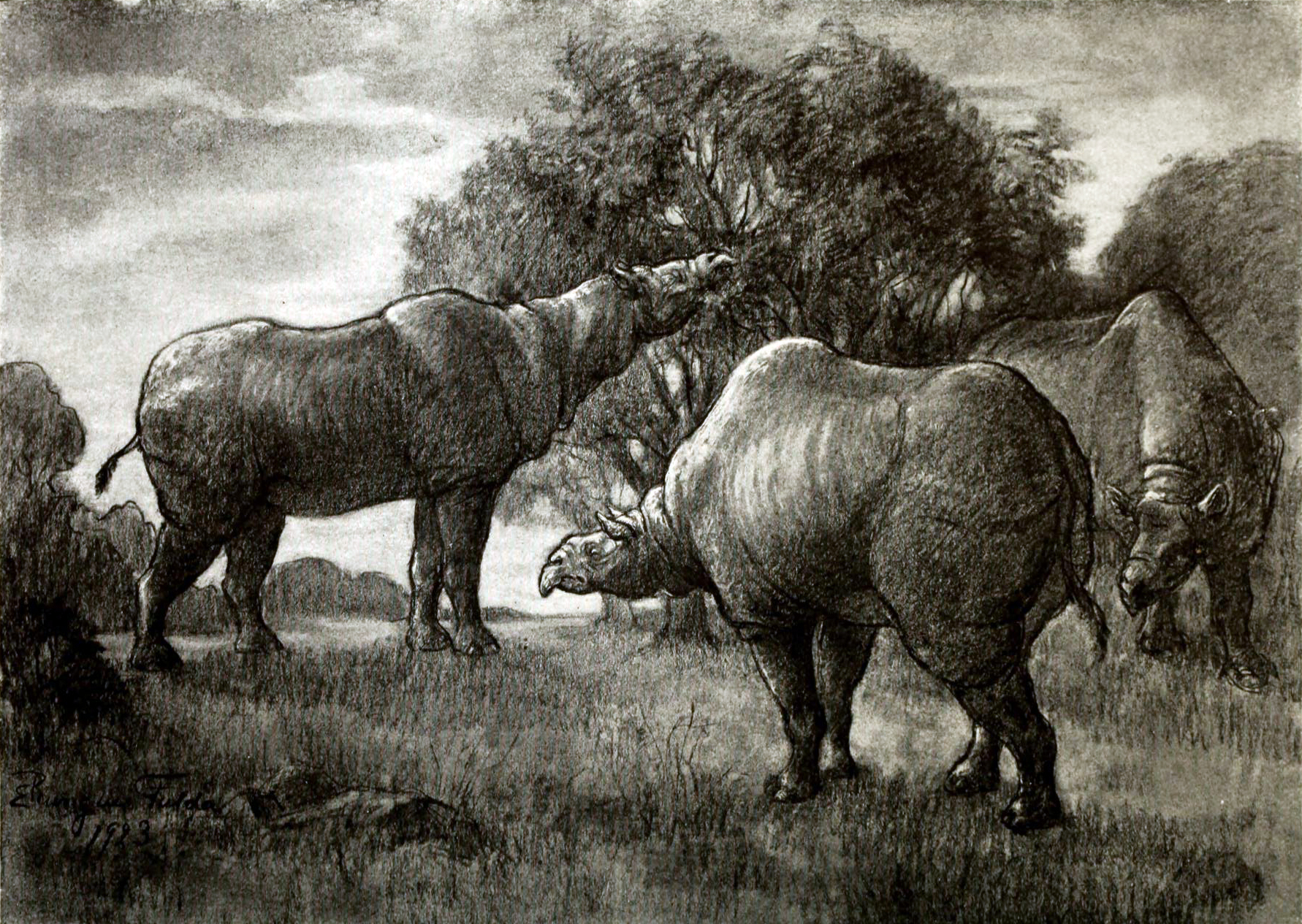
Reconstrucción histórica de una manada de P. transouralicum forrajeando, por Elizabeth Rungius Fulda, 1923.

Paraceratherium fue el foco principal del tercer episodio de la serie documental de la BBC Walking with Beasts. En el programa el narrador siempre denomina a la criatura como "indricoterio", sin usar el nombre científico del género. En la información sobre el animal en el libro derivado de la serie, se establece que el nombre del indricoterio es efectivamente Paraceratherium.
De acuerdo con el creador de efectos especiales Phil Tippett, Paraceratherium fue la inspiración para los vehículos AT-AT que fueron representados en el filme de ciencia ficción de 1980 Star Wars: Episodio V - El imperio contraataca.